# Campeonato Brasileiro Série C 2015
Il Campeonato Brasileiro Série C 2015 è stata la ventiseiesima edizione del Campeonato Brasileiro Série C.

## Squadre partecipanti
| Squadra           | Città             | Stato               |
| ----------------- | ----------------- | ------------------- |
| Águia de Marabá   | Marabá            | Pará                |
| América-RN        | Natal             | Rio Grande do Norte |
| ASA               | Arapiraca         | Alagoas             |
| Botafogo-PB       | João Pessoa       | Paraíba             |
| Brasil de Pelotas | Pelotas           | Rio Grande do Sul   |
| Caxias            | Caxias do Sul     | Rio Grande do Sul   |
| Confiança         | Aracaju           | Sergipe             |
| Cuiabá            | Cuiabá            | Mato Grosso         |
| Fortaleza         | Fortaleza         | Ceará               |
| Guarani           | Campinas          | San Paolo           |
| Guaratinguetá     | Guaratinguetá     | San Paolo           |
| Icasa             | Juazeiro do Norte | Ceará               |
| Juventude         | Caxias do Sul     | Rio Grande do Sul   |
| Londrina          | Londrina          | Paraná              |
| Madureira         | Rio de Janeiro    | Rio de Janeiro      |
| Portuguesa        | San Paolo         | San Paolo           |
| Salgueiro         | Salgueiro         | Pernambuco          |
| Tombense          | Tombos            | Minas Gerais        |
| Tupi              | Juiz de Fora      | Minas Gerais        |
| Vila Nova         | Goiânia           | Goiás               |

## Prima fase

### Gruppo A
| Pos. | Squadra         | Pt | G  | V  | N | P  | GF | GS | DR  |
| ---- | --------------- | -- | -- | -- | - | -- | -- | -- | --- |
| 1    | Fortaleza       | 36 | 18 | 10 | 6 | 2  | 30 | 14 | +16 |
| 2    | ASA             | 35 | 18 | 10 | 5 | 3  | 24 | 17 | +7  |
| 3    | Vila Nova       | 33 | 18 | 10 | 3 | 5  | 24 | 13 | +11 |
| 4    | Confiança       | 31 | 18 | 9  | 4 | 5  | 25 | 16 | +9  |
| 5    | América-RN      | 29 | 18 | 8  | 5 | 5  | 23 | 17 | +6  |
| 6    | Botafogo-PB     | 23 | 18 | 6  | 5 | 7  | 25 | 30 | -5  |
| 7    | Cuiabá          | 19 | 18 | 5  | 4 | 9  | 20 | 25 | -5  |
| 8    | Salgueiro       | 19 | 18 | 4  | 7 | 7  | 17 | 20 | -3  |
| 9    | Águia de Marabá | 15 | 18 | 3  | 6 | 9  | 19 | 28 | -9  |
| 10   | Icasa           | 7  | 18 | 2  | 1 | 15 | 15 | 42 | -27 |

### Gruppo B
| Pos. | Squadra           | Pt | G  | V | N  | P  | GF | GS | DR  |
| ---- | ----------------- | -- | -- | - | -- | -- | -- | -- | --- |
| 1    | Londrina          | 34 | 18 | 9 | 7  | 2  | 23 | 14 | +9  |
| 2    | Portuguesa        | 30 | 18 | 9 | 3  | 6  | 30 | 23 | +7  |
| 3    | Tupi              | 30 | 18 | 8 | 6  | 4  | 18 | 15 | +3  |
| 4    | Brasil de Pelotas | 29 | 18 | 7 | 8  | 3  | 30 | 20 | +10 |
| 5    | Juventude         | 29 | 18 | 7 | 8  | 3  | 30 | 21 | +9  |
| 6    | Guarani           | 29 | 18 | 7 | 8  | 3  | 23 | 17 | +6  |
| 7    | Tombense          | 17 | 18 | 3 | 8  | 7  | 16 | 19 | -3  |
| 8    | Guaratinguetá     | 16 | 18 | 4 | 4  | 10 | 19 | 30 | -11 |
| 9    | Madureira         | 13 | 18 | 1 | 10 | 7  | 19 | 34 | -15 |
| 10   | Caxias            | 8  | 18 | 0 | 8  | 10 | 14 | 29 | -15 |

## Fase finale
|  | Quarti di finale  | Quarti di finale  | Quarti di finale | Quarti di finale | Quarti di finale |  |  | Semifinali        | Semifinali        | Semifinali | Semifinali | Semifinali |   |   | Finale   | Finale   | Finale | Finale | Finale |  |
|  |                   |                   |                  |                  |                  |  |  |                   |                   |            |            |            |   |   |          |          |        |        |        |  |
|  | Tupi              | Tupi              | 2                | 2                | 4                |  |  |                   |                   |            |            |            |   |   |          |          |        |        |        |  |
|  | ASA               | ASA               | 0                | 1                | 1                |  |  | Tupi              | Tupi              | 0          | 0          | 0 (3)      |   |   |          |          |        |        |        |  |
|  | Confiança         | Confiança         | 0                | 0                | 0                |  |  | Londrina (dtr)    | Londrina (dtr)    | 0          | 0          | 0 (5)      |   |   |          |          |        |        |        |  |
|  | Londrina          | Londrina          | 0                | 1                | 1                |  |  |                   |                   |            |            |            |   |   | Londrina | Londrina | 1      | 1      | 2      |  |
|  | Brasil de Pelotas | Brasil de Pelotas | 1                | 0                | 1                |  |  |                   |                   | Vila Nova  | Vila Nova  | 0          | 4 | 4 |          |          |        |        |        |  |
|  | Fortaleza         | Fortaleza         | 0                | 0                | 0                |  |  | Brasil de Pelotas | Brasil de Pelotas | 0          | 0          | 0 (3)      |   |   |          |          |        |        |        |  |
|  | Vila Nova         | Vila Nova         | 1                | 2                | 3                |  |  | Vila Nova (dtr)   | Vila Nova (dtr)   | 0          | 0          | 0 (4)      |   |   |          |          |        |        |        |  |
|  | Portuguesa        | Portuguesa        | 0                | 1                | 1                |  |  |                   |                   |            |            |            |   |   |          |          |        |        |        |  |